# 加藤成史
加藤 成史（かとう まさひと、1966年7月9日 - ）は、NHKのチーフアナウンサー。

## 来歴
北海道斜里町で生まれ、函館市で育つ。函館ラ・サール高等学校、電気通信大学を卒業後、1989年にNHKに入局。
NHK大阪放送局ではデスクを務めていた。また2011年3月の東北地方太平洋沖地震発生に際し、当時赴任していた大阪放送局から福島放送局へ応援で派遣され、同エリアでの災害情報を中心とするローカルニュースを担当した。
後にNHKに入局する事になる赤松俊理アナウンサーが浪人中にNHKの番組に実家の寺から中継で出演したが、その時の担当していたのが加藤アナだった。なお、赤松アナも、東北大地震の際に福島放送局に応援で派遣されていた。
好きな食べ物は餃子・パスタ・カレー・魚。

## 過去の担当番組
旭川放送局時代（1989年 - 1993年）
- イブニングネットワーク旭川
- 北海道中ひざくりげ - 旅人（道北エリア）

札幌放送局時代
- 北海道中ひざくりげ - 旅人
- ほくほくテレビ - リポーター[1]
- フレッシュサウンド北海道[1]
- 北海道スペシャル[10]

北見放送局時代
- イブニングネットワーク北見
- 北海道中ひざくりげ - 旅人（オホーツクエリア）

甲府放送局時代
- 金曜山梨[2]

大阪放送局時代
- 関西ラジオワイド - キャスター[3]
- NHKジャーナル - 鹿野睦の代理出演（2009年9月 - 10月）、山口勝の代理出演（2010年8月30日 - 9月3日）
- 極める!「中越典子の京美人学」 - ナレーター（2010年11月1日 - 11月22日）
- チャレンジ!ホビー「萬田久子といっしょにHIDEBOHのタップダンス」 - ナレーター（2010年10月4日 - 11月29日）
- ルソンの壺 - ナレーター[8]

仙台放送局時代
- ゴジだっちゃ! - パーソナリティ

日本語センター時代
- NHKマイあさラジオ - 平日パーソナリティ（2015年3月30日 - 2019年3月29日、隔週担当）

宇都宮放送局時代
- とちぎ630（キャスター・隔週）[11]
- ひるまえ ほっと（編責）[要出典]
- ちょこトチ!（編責）[要出典]

福島放送局時代
- おはようふくしま（キャスター：日替わり担当）
- ニュースふくしま845（キャスター：日替わり担当）

他、福島県のニュースを担当
- NHKきょうのニュース　- メインキャスター（2024年1月25日 - 26日[12]）
- 令和6年能登半島地震の緊急報道対応による金沢放送局への応援派遣
  - ニュースいしかわ845（2024年1月31日、2月2日）
  - おはよう石川（2024年2月1日、2月5日）
  - ウィークエンド中部（2024年2月3日） - 能登半島地震関連ニュース